# Palaeogryon
Palaeogryon – rodzaj błonkówek z rodziny Scelionidae.

## Ewolucja
Rodzaj znany od miocenu. Okazy zachowane w meksykańskim bursztynie są nie do odróżnienia od współccześnie żyjącego gatunku typowego P.muesebecki - dlatego jest on uważany za żywą skamieniałość.

## Zasięg występowania
Przedstawiciele tego rodzaju występują na płd. USA w Meksyku oraz w Ameryce Środkowej.

## Budowa ciała
Gatunki z tego rodzaju osiągają ok. 1 mm długości. U samic czułki liczą 9 segmentów, z czego ostatnie 3 są powiększone w kształt maczugi.
Ubarwienie ciała zwykle żółtawe.

## Biologia i ekologia
Co najmniej jeden gatunek jest parazytoidem jaj nogoprządek.

## Systematyka
Do rodzaju Palaeogryon zaliczany jest co najmniej 1 gatunek:
- Palaeogryon muesebecki